# Lily of the Dust
Lily of the Dust è un film muto del 1924 diretto da Dimitri Buchowetzki con protagonista Pola Negri.
Il romanzo Das Hohe Lied (1948) di Hermann Sudermann era stato adattato per il teatro da Edward Sheldon. Il lavoro era già stato portato sullo schermo nel 1918 con il film The Song of Songs di Joseph Kaufman; venne ripreso nel 1933 in versione sonora ne Il cantico dei cantici (The Song of Songs) diretto da Rouben Mamoulian e interpretato da Marlene Dietrich e Brian Aherne.

## Trama
Mentre lavora in una libreria, Lily incontra Prell, giovane ufficiale che si innamora di lei. Ma Lily sposa il colonnello Mertzbach. Quando Mertzbach sorprende la moglie nelle braccia del tenente, sfida Prell a duello. Il giovane viene ferito e Lily viene scacciata da casa. La donna inizia una relazione con Dehnecke ma, quando Prell torna a cercarla, vorrebbe poter riallacciare la loro relazione che però viene osteggiata dallo zio di Prell. Lily torna così da Dehnecke.

## Produzione
Il film fu prodotto dalla Famous Players-Lasky Corporation.

## Distribuzione
Distribuito dalla Paramount Pictures, il film - presentato da Jesse L. Lasky e da Adolph Zukor - uscì nelle sale cinematografiche USA il 24 agosto 1924. Venne distribuito sul mercato internazionale: in Germania (distribuito dalla Universum Film (UFA)) nel 1926 e in Austria (nel 1925), ebbe diversi titoli: Die Frau des Kommandeurs, Das große Glück, Das hohe Lied.